# Kopači
Kopači era un villaggio vicino a Černobyl', in Ucraina, a sud-ovest del bacino del fiume Pryp"jat', nell'oblast' di Kiev. Dopo il disastro di Černobyl' nel 1986 il paese fu contaminato dal fallout nucleare e successivamente evacuato. Adesso è all'interno della zona di esclusione.
Le uniche tracce del villaggio oggi sono una serie di tumuli e un piccolo numero di alberi sopravvissuti che non fanno parte della flora nativa. Ogni tumulo contiene i resti di una casa ed è sormontato da un cartello con il simbolo internazionale di pericolo radiazioni.